# Catedral del Sagrado Corazón (Bamako)
La Catedral del Sagrado Corazón de Jesús (en francés: Cathédrale du Sacré-Cœur-de-Jésus de Bamako) se localiza en Bamako (Malí) es la catedral católica de la arquidiócesis de Bamako. Originalmente Bamako era un pueblo tradicional. Se urbaniza gradualmente a finales del siglo XIX, atrayendo cada vez más a los recién llegados sobre todo después de su erección como la sede del gobierno de la colonia en 1897. Fue en Kati (a unos 15 km de Bamako) que se establece hacia finales de 1897, la primera misión católica, y es en Kati que en ocasiones, los padres blancos visitaron a los cristianos en Bamako: en su mayoría oficiales, comerciantes, obreros y soldados. En 1907 la misión católica de Kati adquiere terrenos en Bamako y en 1910 se construyó un edificio que sirvió de capilla para servicios religiosos regulares. La construcción de la catedral comenzó, sin embargo, el 21 de febrero de 1925, con la bendición de la primera piedra por el arzobispo Sauvant, en presencia del mariscal Pétain. Dos años más tarde, el edificio se volvió utilizable. La Catedral de Bamako se completó en 1936. Hasta 1957, fue el único lugar oficial de culto católico en la ciudad. El Obispo Pierre-Louis Leclerc se instaló como el primer arzobispo de Bamako el 21 de febrero de 1956, quien luego fallecería en 1988, siendo enterrado en la catedral ese mismo año.